# John Fredy Parra
John Fredy Parra Celada (* 9. November 1974 in Bogotá) ist ein ehemaliger kolumbianischer Radrennfahrer.

## Karriere
John Fredy Parra wurde 2002 kolumbianischer Vizemeister im Straßenrennen, und er gewann eine Etappe beim Clásico RCN. Im Jahr darauf war er dreimal bei der Vuelta a la Independencia Nacional erfolgreich, gewann eine Etappe bei der Vuelta a Colombia, zwei Etappen sowie die Gesamtwertung beim Clàsica Gobernacion de Casanare und je ein Teilstück bei der Vuelta a Guatemala und beim Clásico RCN.
2004 wurde Parra mit José Serpa Panamerikameister im Zweier-Mannschaftsfahren auf der Bahn; 2005 wurde er Dritter im Punktefahren und gewann das Straßenrennen. Außerdem entschied er ein weiteres Teilstück der Vuelta a la Independencia Nacional für sich. In seinem ersten Jahr dort gewann er jeweils eine Etappe der Tour de Beauce und beim Clásico Ciclístico Banfoandes. 2007 war er bei der Vuelta a San Luis Potosi und bei der Vuelta a Colombia auf Tagesabschnitten erfolgreich. Außerdem wurde er nationaler Vizemeister im Straßenrennen. Bis 2013 gewann er insgesamt 13 Etappen bei Rundfahrten, hauptsächlich in Südamerika.

## Erfolge

### Straße
2001
- Panamerikameisterschaft (U23) – Einzelzeitfahren

2002
- eine Etappe Clásico RCN

2003
- eine Etappe Vuelta a Colombia
- eine Etappe Vuelta a Guatemala
- eine Etappe Clásico RCN

2005
- Panamerikameister – Straßenrennen

2006
- eine Etappe Tour de Beauce
- eine Etappe Clásico Ciclístico Banfoandes

2007
- eine Etappe Vuelta a Colombia

2010
- Mannschaftszeitfahren Vuelta a Colombia
- eine Etappe Vuelta a Guatemala

2011
- Mannschaftszeitfahren Vuelta a Colombia

### Bahn
2004
- Panamerikameister – Zweier-Mannschaftsfahren (mit José Serpa)

2005
- Panamerikameisterschaft – Punktefahren

## Teams
- 2006–2007 Tecos de la Universidad Autónoma de Guadalajara
- 2008 Toshiba-AEG
- 2009 Tecos de la Universidad Autónoma de Guadalajara
- 2010 Ind Ant-Idea-Fla-Lot De Medellín
- 2011 Gobernación de Antioquia-Indeportes Antioquia